# Prêmio Michael Faraday

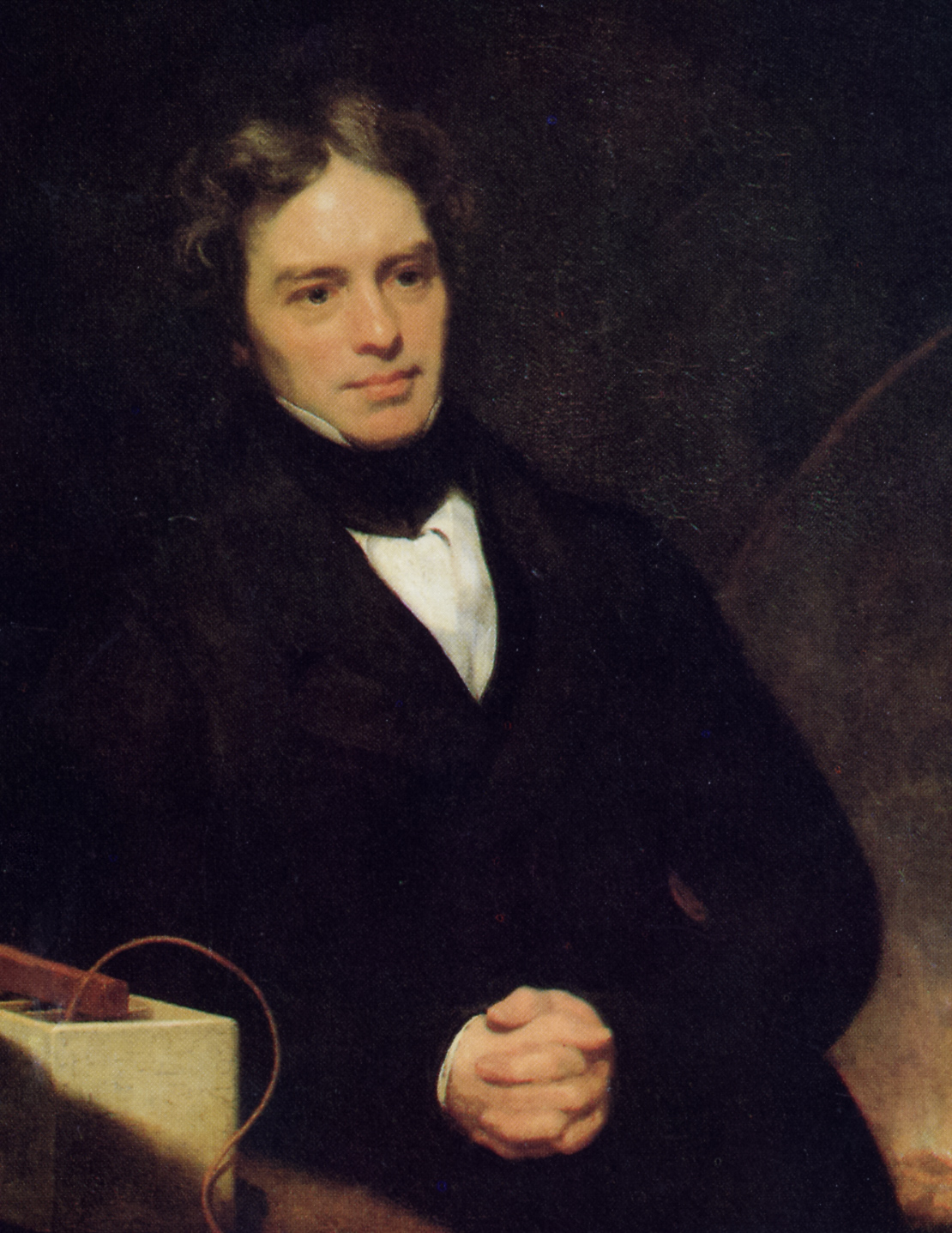
Michael Faraday.

O Prêmio Michael Faraday é concedido pela Royal Society por "excelência na comunicação de ciências ao público do Reino Unido". Denominado em memória de Michael Faraday, consiste em uma medalha de prata, acompanhada de £ 2500. O prêmio foi concedido a primeira vez em 1986.

## Laureados[2]
| Ano  | Nome                 | Citação | Notas         |
| ---- | -------------------- | --- | ------------- |
| 1986 | Charles Taylor       | "por suas destacadas apresentações da física e suas aplicações, dirigidas a audiências desde alunos do ensino fundamental de seis anos até adultos" | [ 3 ]         |
| 1987 | Peter Brian Medawar  | | [ 4 ]         |
| 1988 | Christopher Zeeman   | | [ 5 ]         |
| 1989 | Colin Blakemore      | | [ 6 ]         |
| 1990 | Richard Dawkins      | | [ 7 ]         |
| 1991 | George Porter        | | [ 8 ]         |
| 1992 | Richard Gregory      | | [ 9 ]         |
| 1993 | Ian Fells            | | [ 10 ]        |
| 1994 | Walter Bodmer        | | [ 11 ]        |
| 1995 | Ian Stewart          | | [ 12 ]        |
| 1996 | Steve Jones          | | [ 13 ] [ 14 ] |
| 1997 | David Phillips       | | —             |
| 1998 | Susan Greenfield     | | [ 15 ] [ 16 ] |
| 1999 | Robert Winston       | | [ 17 ]        |
| 2000 | Lewis Wolpert        | | [ 18 ]        |
| 2001 | Harold Kroto         | | [ 19 ]        |
| 2002 | Paul Davies          | | [ 20 ] [ 21 ] |
| 2003 | David Attenborough   | | [ 22 ]        |
| 2004 | Martin Rees          | | [ 23 ]        |
| 2005 | Fran Balkwill        | | [ 24 ]        |
| 2006 | Richard Fortey       | | [ 25 ]        |
| 2007 | Jim Al-Khalili       | | [ 26 ]        |
| 2008 | John David Barrow    | | [ 27 ]        |
| 2009 | Marcus du Sautoy     | | [ 27 ]        |
| 2010 | Jocelyn Bell-Burnell | | [ 27 ]        |
| 2011 | Colin Pillinger      | | [ 27 ]        |
| 2012 | Brian Cox            | | [ 28 ]        |
| 2013 | Frank Close          | | [ 28 ]        |
| 2014 | Andrea Sella         | | [ 28 ]        |
| 2015 | Katherine Willis     | | [ 28 ]        |
| 2016 | Nick Lane            | | [ 28 ]        |
| 2017 | Mark Miodownik       | | [ 28 ]        |
| 2018 | Danielle George      | | [ 28 ]        |
| 2019 | Martyn Poliakoff     | | [ 28 ]        |